# Kjeld van den Hoek
Kjeld van den Hoek (Gouda, 29 juni 2003) is een Nederlandse voetballer die doorgaans als centrale verdediger speelt.

## Carrière
Van den Hoek werd in de F-jeugd van VV Cabauw gescout door Ajax en stapte twee jaar later over naar de jeugdopleiding van FC Utrecht. In mei 2022 maakte hij de overstap van de O18 naar Jong FC Utrecht. Daar maakte hij op 9 augustus 2021 zijn competitiedebuut tijdens een met 0-1 verloren thuiswedstrijd tegen MVV Maastricht, als invaller voor Djevencio van der Kust.

## Statistieken
| Seizoen                  | Club            | Competitie     | Competitie | Competitie | Beker | Beker | Overige | Overige | Totaal | Totaal |
| Seizoen                  | Club            | Competitie     | Wed.       | Dlp.       | Wed.  | Dlp.  | Wed.    | Dlp.    | Wed.   | Dlp.   |
| ------------------------ | --------------- | -------------- | ---------- | ---------- | ----- | ----- | ------- | ------- | ------ | ------ |
| 2021/22                  | Jong FC Utrecht | Eerste divisie | 21         | 0          | –     | –     | –       | –       | 21     | 0      |
| Carrièretotaal           | Carrièretotaal  | Carrièretotaal | 21         | 0          | 0     | 0     | 0       | 0       | 21     | 0      |
| Bijgewerkt op 7 mei 2022 |                 |                |            |            |       |       |         |         |        |        |